# Злочин се не исплати
Злочин се не исплати (енгл. Crime Doesn't Pay) је 103. епизода серије Очајне домаћице у продукцији Еј-Би-Сија. То је уједно и шеснаеста епизода петог серијала која је премијерно приказана 8. марта 2009. године у Сједињеним Америчким Државама. Радио Телевизија Србије најавила је да ће премијерно приказивати конплетну пету сезону. 

## Синопсис
| „                        | Свако ко је упознао Орсона Хоџа знао је да је веровао у пристојност. Поздрављао је своје суседе сваки дан са сунчаним... Добро јутро. Отварао је врата млађим женама са отменошћу. Допустите мени. Ако би се сударио са странцем на улици весело би рекао ...Извињавам се. И ако би неко од његових пријатеља пролазио кроз тешки период, Орсон би био први који би питао...Треба ли помоћ?. Бео обзира да ли је његов пријатељ желео његову помоћ или не... ... Да, сви који су знали Орсона Хоџа знали су да верује у пристојност. Оно што нису знали јесте да је исто тако веровао у кажњавање оних који то нису. | ” |
| — монолог Мери Алис Јанг | |   |

Том Скаво одлучује да затвори ресторан и распрода његов инвентар. Чувши за то Орсон нуди помоћ Тому, тешећи га сопственим искуством губљења посла. Нуди се да откупи керамички сланик у облику кувара али Том одбија говорећи да је то наследио од свог деде. Огорчен због пропадања пицерије подсећа Орсона да њихови случајеви пропадања посла нису слични: он затвара локал услед лошег пословања након лажне оптужбе да је његов син подметнуо пожар, док је Орсон изгубио право да се бави стоматологијом јер је кажњен за злочин који јесте учинио. Пре почетка распродаје, бесан јер Том не цени његову вољу и жељу за помоћ одлучује да му украде керамичког кувара. После не баш успешне аукције, Линет и Том схватају да су зарадили само толико да плате своје дугове. Линет враћа Бри позајмљених 20.000 долара и извињава се што је на љубазност узвратила тако што је слупала аутомобил. 
Дан након што се Мајк Делфино уселио у кућу Кетрин Мајфер, она је, сматрајући да би било лепо да своју срећу подели са пријатењима и суседима, организовала забаву добродошлице. Од тренутка уручивања прве позивнице сви су спекулисали ко је позван а ко не. Мислећи да ће Сузан изостати са ове прославе, њене другарице нису покретале ову тему. Али сазнавши да и она долази и да је притом равнодушна што јој се бивши муж уселио у кућу своје другарице, Линет, Бри, Иди и Габријела сматрају да је Сузанино понашање ненормално. Сузан односи своју чинији за пунч и Кетринину кућу. Кетрин се, заокупирана Мајковим стварима, извињава због нереда у дому и говори да је једна од ретких ствари са укусом коју је пронашла код Мајка у ствари слика плаже океана. Сузан задовољна због тога говори да је она то насликала на њиховом меденом месецу и да му је поклонила за успомену. Љута због тога Кетрин на дан забаве одлучује да слику склони у подрум оправдавајући се да ју је случајно разбила. Сазнавши за лаж, Сузан говори Мајку Кетринине поступке. После кратке свађе одлучује да узме слику назад и саветује их да уколико желе своју слику, да оду на плажу и сами је насликају.
Схвативши да је Тому потребан посао Бри организује вечеру на којој позива свог менаџера Бруса и Скавове. Тому се, који је још под утицајем губитка ресторана, идеја не допада, те изражава незаинтересованост за место руководиоца маркетиншког одељења. Видевши да Том губи шансу да се запосли, Линет говори о својим квалитетима не би ли добила посао. Бесан због тога креће у жусну борбу за запослење. На крају Брус одлучује да не запосли ни једно и одлучује да оде кући. Орсон изражава жаљење што није остао на дезерту, али га Брус прозива хомосексуалцем. Увређен том изјавом одлучује да му украде диктафон, али Бри га спречава у томе. 
Габријела помаже Карлосевом шефу да одржи тајну романсу са љубавницом, добивши за то бенефиције за Карлоса. Након што схвата да Бредова романса са Шајлом узима маха, Габи и Карлос одлучују да разоткрију Бредовој супрузи аферу њеног супруга. Првенствено Габи покушава да разговара са Шајлом да би је одвратила од разарања брака у којем има троје деце. После неуспелог покушаја говори Бреду да разговара са Мариом пре него што она то уради. Бред одлучује да послуша Габин савет. Међутим, у тренутку исповедања Марија кухињским ножем убија свога супруга. 
Иди и Дејв Вилијамс приликом куповине вина у продавници срећу оца Дреца. Дејв насамо разговара са попом говорећи му да је започео нови живот и да је прошлост иза њега. Иди сумња у пријатељске односе Дејва и Дреца, те покушава да сазна прошлост. Одбивши да разговара о том, отац случајно помиње да Дејвово право презиме заправо Даш а не Вилијамс.